# Lista de recordes e estatísticas do Aston Villa Football Club

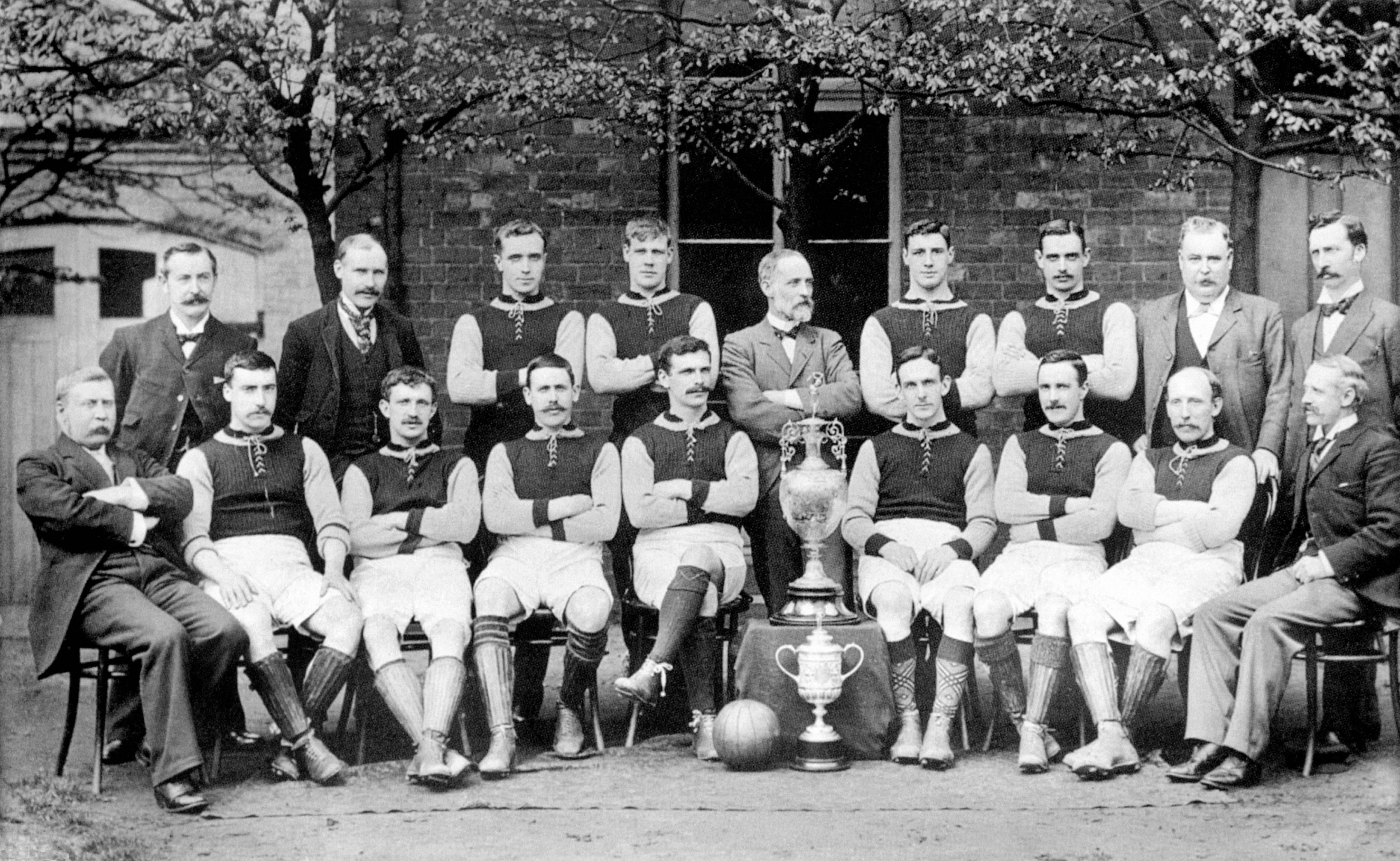
Time do Aston Villa campeão da Liga de 1897.

Aston Villa Football Club é um clube de futebol inglês com sede em Aston, Birmingham, que atualmente joga na Premier League.
O clube foi fundado em 1874 e manda seus jogos em seu estádio, o Villa Park, desde 1897. O Aston Villa foi um dos clubes fundadores da Football League em 1888 e da Premier League em 1992. Também é um dos clubes de futebol mais antigos e mais bem sucedidos da Inglaterra, tendo vencido a Premier League sete vezes e a FA Cup também sete vezes; no geral o Aston Villa ganhou 21 importantes títulos nacionais.
Em 1982 se tornou, até então, um dos quatro clubes ingleses a ganhar a Liga dos Campeões da UEFA.
Esta lista engloba os títulos ganhos pelo Aston Villa, além de recordes alcançados por seus jogadores e pelo clube. Os recordes dos jogadores inclui detalhes de maiores goleadores e aqueles que fizeram o maior número de jogos em competições. Os recordes de público no Villa Park também estão incluídos na lista.
Alguns registros internacionais também são listados, incluindo os primeiros jogadores do Aston Villa a jogar pela Inglaterra: Arthur Brown e Howard Vaughton, em 1882. O Aston Villa tem fornecido mais jogadores para seleção inglesa do que qualquer outro clube, 71 até à data.

## Títulos
O Aston Villa ganhou diversos títulos, nacionais e europeus. Seu último título foi a conquista da Copa Intertoto de 2001.

### Nacionais
| - Football League da primeira divisão / Premier League: - Campeão (7): 1894, 1896, 1897, 1899, 1900, 1910, 1981 - Vice-campeão (10): 1889, 1903, 1908, 1911, 1913, 1914, 1931, 1933, 1990, 1993 - Football League da segunda divisão: - Campeão (2): 1938, 1960 - Vice-campeão (2): 1975, 1988 - Football League da terceira divisão: - Campeão (1): 1972 - Football League War Cup - Campeão (1): 1944 (co-campeão) | - Football League Cup: - Campeão (5): 1961, 1975, 1977, 1994, 1996 - Vice-campeão (3): 1963, 1971, 2010 - FA Cup: - Campeão (7): 1887, 1895, 1897, 1905, 1913, 1920, 1957 - Vice-campeão (3): 1892, 1924, 2000 - FA Charity Shield (Supercopa da Inglaterra) - Campeão (1): 1981 (co-campeão) - Vice-campeão (3): 1910, 1957, 1972 |

### Europeias
- Liga dos Campeões da UEFA:
  - Campeão (1): 1982
- Supercopa Europeia:
  - Campeão (1): 1983
- Copa Intertoto:
  - Campeão (1): 2001

## Recordes de jogadores

### Aparições
- Jogador mais jovem na primeira equipe: James Keith Brown, com 15 anos e 349 dias (contra o Bolton Wanderers, Segunda divisão, 17 de setembro de 1969).[6]
- Jogador mais velho na primeira equipe: Brad Friedel, 40 anos e 4 dias (contra o Liverpool, Premier League, 22 de maio de 2011).[7]

Maior número de aparições
Apenas em competições. Cada coluna contém aparições nos 11 iniciais, seguidas por aparições como suplente entre parênteses.
| #  | Nome            | Anos                | Liga     | FA Cup | League Cup | Outros | Total    | Ref.   |
| -- | --------------- | ------------------- | -------- | ------ | ---------- | ------ | -------- | ------ |
| 1  | Charlie Aitken  | 1959–1976           | 559 (2)  | 34 (1) | 61 (0)     | 3 (0)  | 657 (3)  | [ 9 ]  |
| 2  | Billy Walker    | 1919–1933           | 478 (0)  | 53 (0) | 0 (0)      | 0 (0)  | 531 (0)  | [ 10 ] |
| 3  | Gordon Cowans   | 1976–1985 1988–1991 | 399 (15) | 28 (1) | 40 (4)     | 38 (2) | 505 (22) | [ 11 ] |
| 4  | Joe Bache       | 1900–1915           | 431 (0)  | 42 (0) | 0 (0)      | 1 (0)  | 474 (0)  | [ 12 ] |
| 5  | Allan Evans     | 1977–1989           | 374 (6)  | 26 (0) | 42 (2)     | 24 (1) | 466 (9)  | [ 13 ] |
| 6  | Nigel Spink     | 1979–1996           | 357 (4)  | 28 (0) | 45 (0)     | 25 (1) | 455 (5)  | [ 14 ] |
| 7  | Tommy Smart     | 1919–1933           | 405 (0)  | 46 (0) | 0 (0)      | 0 (0)  | 451 (0)  | [ 15 ] |
| 8  | Johnny Dixon    | 1945–1961           | 392 (0)  | 38 (0) | 0 (0)      | 0 (0)  | 430 (0)  | [ 16 ] |
| 9  | Gareth Barry    | 1997–2009           | 353 (12) | 19 (2) | 29 (0)     | 22 (4) | 423 (18) | [ 17 ] |
| 10 | Dennis Mortimer | 1975–1985           | 316 (1)  | 21 (0) | 38 (0)     | 30 (0) | 405 (1)  | [ 18 ] |

Outras competições incluem Liga dos Campeões, Copa UEFA, Full Members Cup e Copa Intertoto.

### Goleadores
- Mais gols em uma temporada: Tom 'Pongo' Waring, 50 gols na temporada 1930–31.[19]
- Mais gols na liga em uma temporada: Tom 'Pongo' Waring, 49 gols na temporada 1930–31.[20]

Maiores artilheiros
Apenas em competições oficiais. Cada coluna contém o total de gols, e aparições, incluindo como suplentes, entre parênteses.
| #   | Nome            | Anos      | Liga      | FA Cup  | League Cup | Outros | Total     | Ref.   |
| --- | --------------- | --------- | --------- | ------- | ---------- | ------ | --------- | ------ |
| 1   | Billy Walker    | 1919–1933 | 214 (478) | 30 (53) | 0 (0)      | 0 (0)  | 244 (531) | [ 10 ] |
| 2   | Harry Hampton   | 1904–1920 | 215 (339) | 27 (34) | 0 (0)      | 0 (0)  | 242 (373) | [ 21 ] |
| 3   | John Devey      | 1891–1902 | 166 (268) | 18 (38) | 0 (0)      | 0 (2)  | 184 (308) | [ 22 ] |
| 4   | Joe Bache       | 1900–1914 | 167 (431) | 17 (42) | 0 (0)      | 0 (1)  | 183 (474) | [ 12 ] |
| 5   | Eric Houghton   | 1927–1946 | 160 (361) | 10 (31) | 0 (0)      | 0 (0)  | 170 (392) | [ 23 ] |
| 6   | Tom Waring      | 1928–1935 | 159 (216) | 8 (10)  | 0 (0)      | 0 (0)  | 167 (226) | [ 24 ] |
| 7   | Johnny Dixon    | 1945–1961 | 132 (392) | 12 (38) | 0 (0)      | 0 (0)  | 144 (430) | [ 16 ] |
| 8   | Peter McParland | 1952–1962 | 97 (293)  | 19 (36) | 4 (11)     | 0 (1)  | 120 (341) | [ 25 ] |
| 9   | Billy Garraty   | 1897–1908 | 96 (224)  | 15 (31) | 0 (0)      | 1 (3)  | 112 (258) | [ 26 ] |
| 10= | Dai Astley      | 1931–1936 | 92 (165)  | 8 (8)   | 0 (0)      | 0 (0)  | 100 (173) | [ 27 ] |
| 10= | Len Capewell    | 1921–1930 | 88 (143)  | 12 (13) | 0 (0)      | 0 (0)  | 100 (156) | [ 28 ] |

### Internacionais
Esta seção se refere apenas ao número de jogos enquanto era um jogador Aston Villa.
- Primeiros jogadores convocados pela Inglaterra: Arthur Brown e Howard Vaughton em 18 de fevereiro de 1882.[29]
- Mais jogos pela seleção: Steve Staunton, 64 pela Irlanda.[30]
- Mais jogos pela Inglaterra: Gareth Southgate, 42.[30][19]
- Primeiro jogador a jogar em Copa do Mundo: Peter McParland pela Irlanda do Norte contra Checoslováquia em 8 de junho de 1958.[31]
- Primeiro jogador a marcar em Copa do Mundo: Peter McParland pela Irlanda do Norte contra Argentina em 11 de junho de 1958.[30]
- Primeiro jogador a marcar em Copa do Mundo pela Inglaterra: David Platt pela Inglaterra contra Bélgica em 26 de junho de 1990.[30]
- Mais aparições em Copa do Mundo: Paul McGrath, 9 (1990 e 1994).[32]
- Mais gols em Copas do Mundo: Peter McParland, 5 (1958).[31]

### Maiores valores pagos em transferência

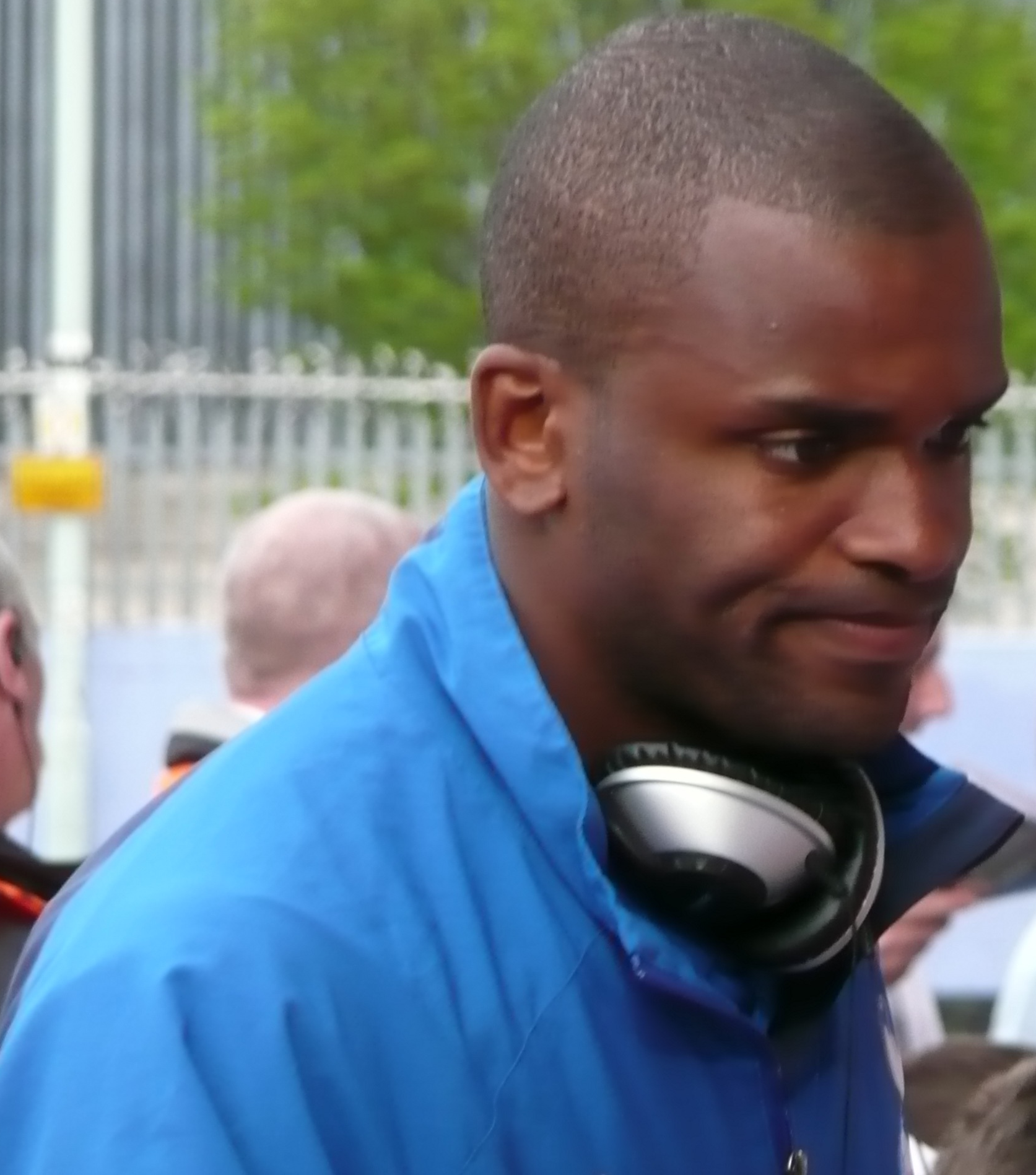
Darren Bent: Maior transferência paga pelo Aston Villa.

Esta seção relaciona as maiores taxas de transferência pagas pelo clube por um jogador. A maior taxa de transferência recebida pelo clube foi os £26 milhões pagos pelo Manchester City por James Milner em 2010. A maior quantia paga pelo Aston Villa por um jogador foi de £18 milhões (que pode chegar a £24 milhões com adicionais) por Darren Bent do Sunderland em janeiro de 2011. Em agosto de 2008 Milner foi comprado do Newcastle United por uma verba não revelada. A taxa paga por Milner é oficialmente desconhecida, com várias fontes declarando ser entre £10-12 milhões. Também em agosto de 2008, o Aston Villa comprou Curtis Davies por uma verba não revelada. Fontes têm especulado sobre a taxa paga, e isso tem variado entre £8-10 milhões. Devido à incerteza em torno destas transferências, elas não estão incluídas nesta tabela.
| # | Nome             | Quantia                   | Vindo do         | Data            | Ref.   |
| - | ---------------- | ------------------------- | ---------------- | --------------- | ------ |
| 1 | Darren Bent      | £18m (£24m com clausuras) | Sunderland       | Janeiro de 2011 | [ 36 ] |
| 2 | Stewart Downing  | £12m                      | Middlesbrough    | Julho de 2009   | [ 37 ] |
| 3 | James Milner     | £8,5m                     | Newcastle United | Agosto de 2008  | [ 38 ] |
| 4 | Ashley Young     | £9,65m                    | Watford          | Janeiro de 2007 | [ 39 ] |
| 5 | Juan Pablo Ángel | £9,5m                     | River Plate      | Janeiro de 2001 | [ 40 ] |

## Recordes do clube

### Gols
- Mais gols na liga em uma temporada: 128 (em 42 partidas na temporada 1930–31, Primeira divisão).[41]
- Menor número de gols na liga em uma temporada: 36 gols (em 42 partidas na temporada 1969–70, Segunda divisão).[42]
- Maior número de gols levados em uma temporada: 110 gols (em 42 partidas na temporada 1935–36, Primeira divisão).[42]
- Menor número de gols levados em uma temporada: 32 gols (em 46 partidas na temporada 1971–72, Terceira divisão).[43]

### Pontos
- Maior número de pontos em uma temporada:
  - Dois pontos por vitória: 70 pontos (em 42 partidas na temporada 1971–72, Terceira divisão).[44]
  - Três pontos por vitória: 78 pontos (em 42 partidas na temporada 1987–88, Segunda divisão).[44]
- Menor número de pontos em uma temporada:
  - Dois pontos por vitória:
    - 18 pontos (em 22 partidas na temporada 1890–91, Primeira divisão).[44]
    - 29 pontos (em 42 partidas na temporada 1966–67, Primeira divisão/ temporada 1969–70, Segunda divisão).[44]

  - Três pontos por vitória:
    - 36 pontos (em 42 partidas na temporada 1986–87, Primeira divisão).[45]

### Partidas

#### Primeiras
- Primeira partida: Aston Villa 1–0 Aston Brook St Mary's, Março de 1874.[46]
- Primeira partida na liga: Wolverhampton Wanderers 1–1 Aston Villa, 8 de setembro de 1888.[46]
- Primeira partida no Villa Park: amistoso; 3–0, Blackburn Rovers, em 17 de abril de 1897.[47]
- Primeira partida na FA Cup: Stafford Road Works 1–1 Aston Villa, 13 de dezembro de 1879. Aston Villa venceu o segundo jogo por 3–1 em 24 de janeiro de 1880.[46]
- Primeira partida na Copa da Liga: Aston Villa 4–1 Huddersfield Town, 12 de Outubro de 1960.[48]
- Primeira partida europeia: Royal Antwerp 4–1 Aston Villa, 17 de setembro de 1975, Copa UEFA.[49]

#### Recorde em vitórias
- Recorde em uma vitória na Football League: 12–2 (v. Accrington Stanley, 12 de março de 1892).[20]
- Recorde em uma vitória na Premier League: 7–1 (v. Wimbledon, 11 de fevereiro de 1995).[50][19]
- Recorde em uma vitória na FA Cup: 13–0 (v. Wednesbury Old Athletic, 1º jogo, 3 de outubro de 1886).[51]
- Recorde em uma vitória na Copa da Liga Inglesa: 8–1 (v. Exeter City, 2º jogo, 9 de outubro de 1985).[20]
- Recorde em uma vitória em partida europeia: 5–0 (v. Valur Reykjavík na Liga dos Campeões, 16 de setembro de 1981 e v. Vitória de Guimarães na Copa UEFA, 28 de setembro de 1983).[52]

#### Recordes em derrotas
- Maior derrota na liga: 0–8 (v. Chelsea F.C., 23 de dezembro de 2012).[53]
- Maior derrota na FA Cup: 1–8 (v. Blackburn Rovers, 3º jogo, 16 de fevereiro de 1889).[20]
- Maior derrota na Copa da Liga: 1–6 (v. West Bromwich Albion, 2º jogo, 14 de setembro de 1966).[5]
- Maior derrota em partida europeia: 4–1 (v. Royal Antwerp, 1º jogo, Copa UEFA, 17 de setembro de  1975).[54]

### Públicos
- Maiores públicos no Villa Park:
  - Partida na liga: 69.492 (v. Wolverhampton Wanderers, 27 de dezembro de 1949).[55]
  - Partida na FA Cup: 76.588 (v. Derby County, 6th round, 2 de março de 1946).[20]
  - Estádio com assentos: 42.788 (v. Manchester United, 10 de fevereiro de 2010).[56]
- Menor público no Villa Park:
  - Partida na liga: 2.900 (v. Bradford City, Primeira divisão, 13 de fevereiro de  1915).[55]

## Recordes nacionais
- Maior número de gols já feito por um clube em uma temporada: 128 na temporada 1930-1931.[57]
- Mais jogadores na seleção da Inglaterra do que qualquer outro clube: 71 até a data.[4]
- Villa Park foi o primeiro estádio Inglês a organizar jogos do futebol internacional em três séculos diferentes.[58]
- Villa Park já recebeu mais semifinais da FA Cup  do que qualquer outro estádio: 55 até à data.[59]
- Primeiro clube de primeira divisão na Inglaterra a nomear um treinador nascido fora do Reino Unido:  Jozef Vengloš em julho de 1990.[60]
- Mais gols na história da FA Cup do que qualquer outro clube da Liga: 817 até o momento.[61]
- Mais vitórias (133) e gols (452) do que qualquer outra equipe na história da Copa da Liga.[62]

## Aston Villa em competições europeias e intercontinentais
Abaixo é o registro do Aston Villa nas competições europeias e intercontinentais sancionados pela UEFA. Foi um dos quatro primeiros clubes ingleses a vencer a Liga dos Campeões, em 1982.
| Temporada | Competição                                       | partida | País               | Clube                       | Casa | Fora |
| --------- | ------------------------------------------------ | ------- | ------------------ | --------------------------- | ---- | ---- |
| 1975–76   | Taça UEFA                                        | 1P      | Bélgica            | Royal Antwerp               | 0–1  | 1–4  |
| 1977–78   | Taça UEFA                                        | 1P      | Turquia            | Fenerbahçe                  | 4–0  | 2–0  |
|           |                                                  | 2P      | Polônia            | Górnik Zabrze               | 2–0  | 1–1  |
|           |                                                  | 3P      | Espanha            | Athletic Bilbao             | 2–0  | 1–1  |
|           |                                                  | QF      | Espanha            | Barcelona                   | 2–2  | 1–2  |
| 1981–82   | Liga dos Campeões da UEFA (campeões)             | 1P      | Islândia           | Valur Reykjavík             | 5–0  | 2–0  |
|           |                                                  | 2P      | Alemanha Ocidental | Dynamo Berlin               | 2–1  | 0–1  |
|           |                                                  | QF      | União Soviética    | Dynamo Kyiv                 | 2–0  | 0–0  |
|           |                                                  | SF      | Bélgica            | Anderlecht                  | 1–0  | 0–0  |
|           |                                                  | F       | Alemanha Ocidental | Bayern Munich               | 1–0  |      |
| 1982      | Supercopa Europeia (campeões)[carece de fontes?] | F       | Espanha            | Barcelona                   | 3–0  | 0–1  |
| 1982      | Copa Intercontinental[carece de fontes?]         | F       | Uruguai            | Peñarol                     | 0–2  |      |
| 1982–83   | Liga dos Campeões da UEFA                        | 1P      | Turquia            | Beşiktaş                    | 3–1  | 0–0  |
|           |                                                  | 2P      | Romênia            | Dinamo Bucureşti            | 4–2  | 2–0  |
|           |                                                  | QF      | Itália             | Juventus                    | 1–2  | 1–3  |
| 1983–84   | Taça UEFA                                        | 1P      | Portugal           | Vitória de Guimarães        | 5–0  | 0–1  |
|           |                                                  | 2P      | Rússia             | Spartak Moscow              | 1–2  | 2–2  |
| 1990–91   | Taça UEFA                                        | 1P      | República Tcheca   | Baník Ostrava               | 3–1  | 2–1  |
|           |                                                  | 2P      | Itália             | Internazionale              | 2–0  | 0–3  |
| 1993–94   | Taça UEFA                                        | 1P      | Eslováquia         | Slovan Bratislava           | 2–1  | 0–0  |
|           |                                                  | 2P      | Espanha            | Deportivo La Coruña         | 0–1  | 1–1  |
| 1994–95   | Taça UEFA                                        | 1P      | Itália             | Internazionale              | 1–0  | 0–1  |
|           |                                                  | 2P      | Turquia            | Trabzonspor                 | 2–1  | 0–1  |
| 1996–97   | Taça UEFA                                        | 1R      | Suécia             | Helsingborg                 | 1–1  | 0–0  |
| 1997–98   | Taça UEFA                                        | 1P      | França             | Bordeaux                    | 1–0  | 0–0  |
|           |                                                  | 2P      | Espanha            | Athletic Bilbao             | 2–1  | 0–0  |
|           |                                                  | 3P      | Romênia            | Steaua Bucureşti            | 2–0  | 1–2  |
|           |                                                  | QF      | Espanha            | Atlético Madrid             | 2–1  | 0–1  |
| 1998–99   | Taça UEFA                                        | 1P      | Noruega            | Stromsgodset                | 3–2  | 3–0  |
|           |                                                  | 2P      | Espanha            | Celta Vigo                  | 1–3  | 1–0  |
| 2000      | Copa Intertoto da UEFA                           | 3P      | República Tcheca   | Dukla Pribram               | 3–1  | 0–0  |
|           |                                                  | SF      | Espanha            | Celta Vigo                  | 1–2  | 0–1  |
| 2001      | Copa Intertoto da UEFA (campeões)                | 3P      | Croácia            | Slaven Belupo               | 2–0  | 1–2  |
|           |                                                  | SF      | França             | Rennes                      | 1–0  | 2–1  |
|           |                                                  | F       | Suíça              | Basel                       | 4–1  | 1–1  |
| 2001–02   | Taça UEFA                                        | 1P      | Croácia            | Varteks                     | 2–3  | 1–0  |
| 2002      | Copa Intertoto da UEFA                           | 3P      | Suíça              | Zürich                      | 3–0  | 0–2  |
|           |                                                  | SF      | França             | Lille                       | 0–2  | 1–1  |
| 2008      | Copa Intertoto da UEFA                           | 3P      | Dinamarca          | Odense                      | 1–0  | 2–2  |
| 2008–09   | Taça UEFA                                        | 2RQ     | Islândia           | Fimleikafélag Hafnarfjarðar | 1–1  | 4–1  |
|           |                                                  | 1P      | Bulgaria           | Litex Lovech                | 1–1  | 3–1  |
|           |                                                  | GS      | Holanda            | Ajax                        | 2–1  |      |
|           |                                                  | GS      | República Tcheca   | Slavia Prague               |      | 1–0  |
|           |                                                  | GS      | Eslováquia         | Žilina                      | 1–2  |      |
|           |                                                  | GS      | Alemanha           | Hamburg                     |      | 1–3  |
|           |                                                  | R32     | Rússia             | CSKA Moscow                 | 1–1  | 0–2  |
| 2009–10   | UEFA Europa League                               | P/O     | Austria            | Rapid Wien                  | 2–1  | 0–1  |
| 2010–11   | UEFA Europa League                               | P/O     | Austria            | Rapid Wien                  | 2–3  | 1–1  |

Legenda
- 2QR = Segunda Ronda de Qualificação
- P/O = Round de Play-off
- 1P = Primeira partida
- 2P = Segunda partida
- 3P = Terceira partida
- GS = Fase de grupos
- R32 = Rodada de 32
- QF = Quartas de Final
- SF = Semi-Finais

### Recordes por competição
| Competição                               | Jogos | Vitórias | Empates | Derrotas | Gols feitos | Gols sofridos |
| ---------------------------------------- | ----- | -------- | ------- | -------- | ----------- | ------------- |
| Liga dos Campeões                        | 15    | 9        | 3       | 3        | 24          | 10            |
| Taça UEFA                                | 52    | 23       | 13      | 16       | 72          | 54            |
| Liga Europa da UEFA                      | 4     | 1        | 1       | 2        | 5           | 6             |
| UEFA Intertoto Cup                       | 16    | 6        | 4       | 6        | 21          | 17            |
| Supercopa Europeia[carece de fontes?]    | 2     | 1        | 0       | 1        | 3           | 1             |
| Copa Intercontinental[carece de fontes?] | 1     | 0        | 0       | 1        | 0           | 2             |
| Total                                    | 90    | 40       | 21      | 28       | 125         | 90            |